# أوين بورنس
أوين بورنس (بالإنجليزية: Owen Burns)‏ هو رائد أعمال أمريكي، ولد في 31 أكتوبر 1869، وتوفي في 22 أغسطس 1937.